# Cerro do Inhacurutum

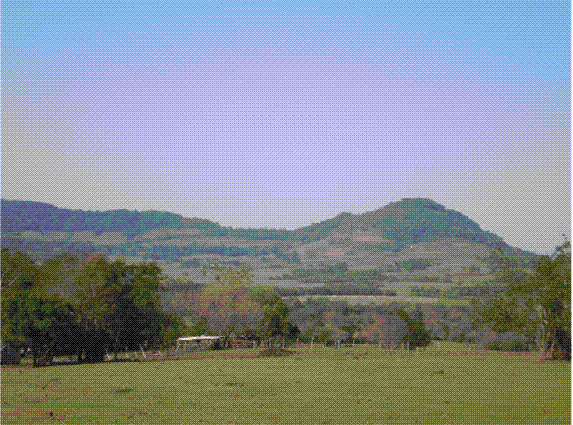
Fotografia do histórico Cerro do Inhacurutum, posto desde onde, no Século XVII, o cacique Nheçu combateu as primeiras incursões dos padres jesuítas envangelizadores no Rio Grande do Sul, ficando este indiretamente responsável pelo martírio dos padres Roque Gonzalez de Santa Cruz (i.e. Roque Gonzales), Juan del Castillo (João de Castilho), e Afonso Rodrigues.

O Cerro do Inhacurutum é um pequeno monte de 304,15 metros de altitude que constitui a elevação máxima encontrada no município de Roque Gonzales, no noroeste do Rio Grande do Sul, Brasil; a sua latitude é de 28º 01' 50, e a longitude fica a 55º 03' 06.

## História
A sua importância se dá devido a ele ter sido o ponto de resistência do povo guarani, na pessoa do cacique Nheçu que, resistindo à incursão das forças jesuíticas cristianadoras, seria historicamente tido como responsável pelo assassinato dos padres Roque Gonzalez de Santa Cruz (i.e. Roque Gonzales), Afonso Rodrigues, e Juan del Castillo (i.e. João de Castilho). 
Os Sete Povos das Missões são de fato o início da história do estado do Rio Grande do Sul, muito embora tenham recebido tratamento aparte nos anais da história pois este período da colonização européia desta região da América do Sul sucedeu sob a Coroa Espanhola

## Agricultura
No interior do município de Roque Gonzales e de municípios vizinhos a agricultura é a força-motora da economia. As culturas de soja, milho, trigo, mandioca são predominantes; mesmo assim a pecuária também detém importância fundamental. A produção de subsistência ainda é praticada amplamente nos arredores do Cerro do Inhacurutum.

## Turismo
Atualmente o Cerro do Inhacurutum é um dos principais atrativos turísticos da região. A valorização do lugar desde o ponto de vista religioso motiva visitas ao território. A curiosidade do turista de perfil secular está aumentando juntamente com o desenvolvimento da indústria turística regional pelas administrações municipais (por exemplo, a criação da Rota Missões). Guias acompanhados ao topo do cerro existem e podem ser agendados no local.

## Língua nacional e idiomas regionais
O idioma prevalente é a língua nacional, o português. A proximidade à Argentina também permite que muitos/as residentes da região entendam e falem um mínimo de espanhol com facilidade. O dialeto alemão Riograndenser Hunsrückisch e o Pomerano também exitem na região como resultado dos processos migratórios recentes, com início há pouco mais de cem anos, sendo os/as imigrantes oriundos principalmente das chamadas colônias velhas (die Altkolonie) do leste do estado. Salvo raras exceções, o inglês é a segunda língua ensinada nas escolas públicas da região.
A língua guarani raramente é escutada na região, exceto as raras ocasiões quando da passagem de famílias ou de pequenos grupos de indígenas Mbyá pelo município.